# Sesamia epunctifera
Sesamia epunctifera là một loài bướm đêm trong họ Noctuidae.